# Alveolární vibranta
Alveolární vibranta je souhláska, která se vyskytuje v mnoha jazycích. V mezinárodní fonetické abecedě se označuje symbolem r, číselné označení IPA je 122, ekvivalentním symbolem v SAMPA je r.
Obvykle se řadí mezi tzv. rhotické (erové) souhlásky.

## Charakteristika
- Způsob artikulace: kmitavá souhláska (vibranta). Vytváří se kmitáním jazyka.
- Místo artikulace: dásňová souhláska (alveolára). Při artikulaci se jazyk opakovaně dotýká špičkou horního dásňového oblouku.
- Znělost: Znělá souhláska – při artikulaci hlasivky vibrují.
- Ústní souhláska – vzduch prochází při artikulaci ústní dutinou.
- Středová souhláska – vzduch proudí převážně přes střed jazyka spíše než přes jeho boky (po uvolnění uzávěry).
- Pulmonická egresivní hláska – vzduch je při artikulaci vytlačován z plic.

Tato hláska patří mezi sonory, tj. má kromě šumové i tónovou charakteristiku. V některých jazycích může plnit funkci slabičného jádra – slabikotvorné r [r̩].

## V češtině
V češtině se tato hláska zaznamenává písmenem R, r.
Často se stává slabikotvornou souhláskou, tj. namísto samohlásky plní funkci slabičného jádra. Nikdy však v této funkci nestojí na začátku slabiky, vždy musí být tato hláska předcházena jinou souhláskou, např. ve slově krk.
Alveolární vibranta je pro mnoho lidí obtížná k vyslovení, často je odlišně artikulována, např. jako uvulární vibranta [ʀ]. Jiný způsob artikulace psaného /r/ je v češtině považován za vadu řeči a označuje se jako rotacismus. V češtině však mnoho rodilých mluvčí používá (aniž si to uvědomuje) místo alveolární vibranty alveolární verberantu.

## V jiných jazycích
Písmeno r se v mnoha jazycích používá k označení „r-ových hlásek“, které se mohou vyslovovat odlišným způsobem než v češtině: [ʀ], [ɾ], [ɹ], [ɻ] aj. V některých jazycích je popsána i neznělá varianta výslovnosti [r̥].
Český způsob výslovnosti r je populární jako námět parodií u anglosaských jazyků. Tento způsob výslovnosti totiž používají cizinci se špatným přízvukem (kromě Slovanů třeba i Arabové). Přesto se nemusí vždy jednat o chybu - tento způsob výslovnosti je zcela běžný i u rodilých mluvčích, ale z keltských národů (Skoti, Irové, Velšané).

## Zvýšená alveolární vibranta

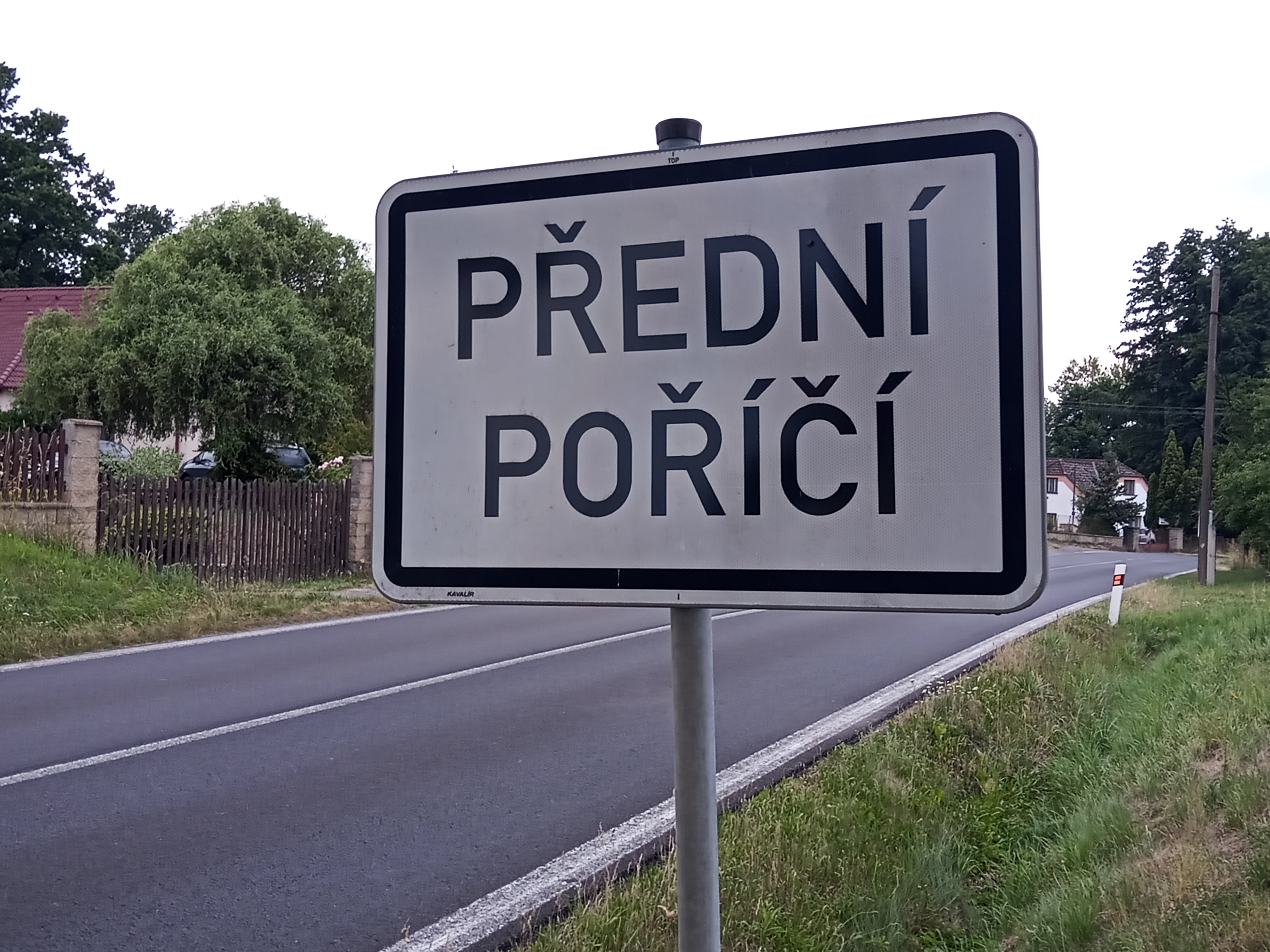
Obecní název „Přední Poříčí“ [ˈpr̝̊ɛdɲiː ˈpor̝iːt͡ʃiː] v sobě obsahuje hned dvakrát písmeno Ř, jež zde reprezentuje oba možné alofony hlásky [ř]. V prvním případě se hláska nalézá za neznělou souhláskou, a tak je realizována nezněle jako [r̝̊], v druhém případě se nachází mezi dvěma samohláskami, tudíž je realizována zněle jako [r̝].

V češtině se vyskytuje jako samostatný foném alveolární vibranta, která se na rozdíl od [r] vyznačuje zvýšením místa artikulace [r̝] (do roku 1989 psáno znakem [ɼ]) a zúžením prostoru mezi jazykem a tvrdým patrem, čímž nabývá frikativní charakter. Hláska zároveň ztrácí charakter sonory, nikdy není slabičným jádrem. Zatímco alveolární vibranta [r] se vyznačuje 1–3 výraznými kmity, zvýšená alveolární vibranta [r̝] má 3–5 menších kmitů. Základní výslovnost této hlásky je znělá, vlivem souhláskového okolí se však vyslovuje i nezněle [r̝̊] (českou fonetickou transkripcí [ř̥]), přičemž neznělá výslovnost je považována za alofonní ke znělé. Tato hláska je typická pro češtinu, kde se označuje písmenem Ř, ř. Pro cizince je její výslovnost velmi obtížná. Nesprávná výslovnost /ř/ se označuje jako „rotacismus bohemicus“.
Sporadicky je popsána i v jiných jazycích, například v některých dialektech hornolužické srbštiny, slezštiny nebo kašubštiny. Dále ji můžeme najít v severních dialektech slovenštiny, ale pouze u hranic s Polskem, v jazyce Kobon, kterým se mluví na Papui Nové Guineji, v některých severonorských dialektech v okolí Narviku a v berberštině v oblasti pohoří Ríf. Při špatné výslovnosti se může výjimečně objevit i v portugalštině. Vzácně se lze setkat v polštině s výslovností spřežky rz jako [r̝] (nezněle [r̝̊]), a to u starších mluvčích v některých dialektech; v standardní polštině tato hláska splynula s ż s výslovností [ʐ] (při neznělé výslovnosti s sz [ʂ]). Z oficiálních národních jazyků má ale „ř“ čeština skutečně jako jediná.
Znělost či neznělost hlásky se někdy projevuje při přepisu do cyrilice – [r̝] na рж, [r̝̊] na рш, např. v ruském přepisu Бедржих = Bedřich, Пршеров = Přerov.

### Historie
Historici, např. Jan Gebauer, Dušan Šlosar a Arnošt Lamprecht, vznik hlásky „ř“ v češtině kladou do 13. století, přičemž za nejstarší známé doklady jsou považovány zápisy místních jmen Lukohorʃany a Orʃechow v listinách či listině z roku 1237.